# Рекуперативне гальмування

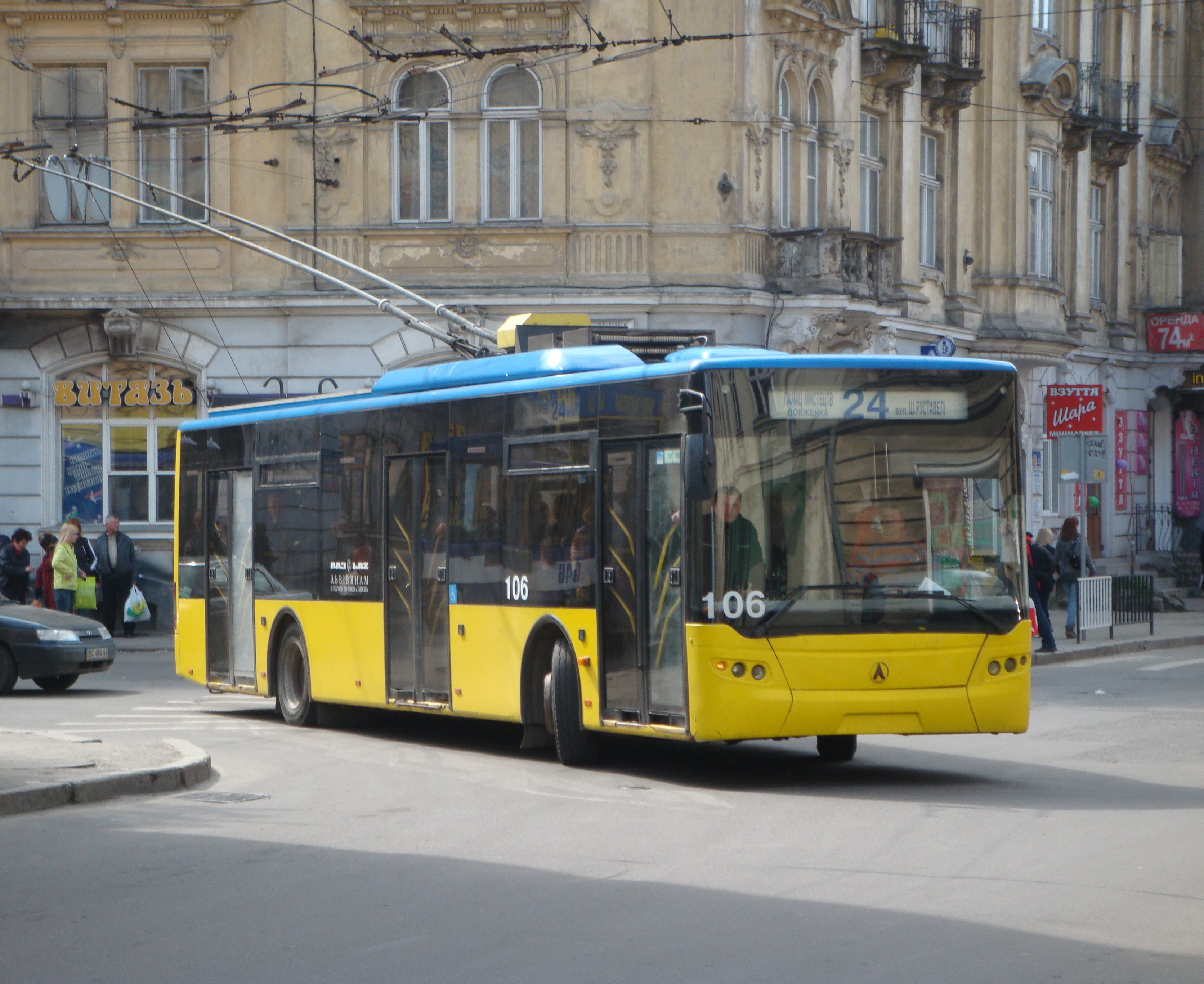
ЛАЗ Е183 — типовий сучасний тролейбус з рекуперацією

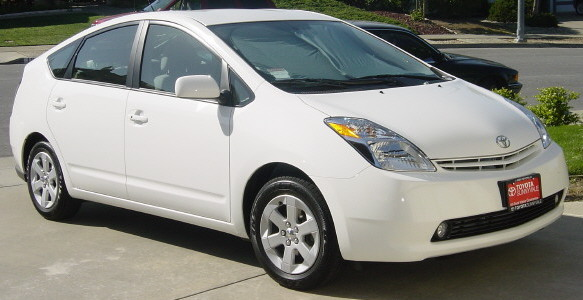
Toyota Prius 2004 — серійний (з 1997) автомобіль з системою електродинамічного гальмування з рекуперацією

Рекуперативне гальмува́ння — вид електричного гальмування, під час якого електроенергія, вироблена тяговим електродвигуном, повертається в електричну мережу або накопичується в електричних акумуляторах.
Електродинамічне гальмування широко застосовується на електровозах, електропоїздах, трамваях,тролейбусах, коли під час гальмування електродвигун починає працювати як електрогенератор, а вироблена електроенергія передається через контактну мережу іншим електровозам або в загальну електросистему через тягові підстанції.
Аналогічний принцип використовується на електробусах, електромобілях, гібридних автомобілях, де електроенергія, яка виробляється під час гальмування, повертається назад до акумуляторів і зумовлює їх заряджання.
Також проводили випробування щодо застосування інших видів електродинамічного гальмування на автотранспорті, де для зберігання енергії використовували маховики, пневмо- та гідроакумулятори тощо.

## Використання на залізничному транспорті
Електродинамічне гальмування з рекуперацією на залізничному транспорті називається процес перетворення кінетичної енергії руху поїзда в електричну енергію тяговими електродвигунами (ТЕД), які працюють у режимі генератора. Вироблена електрична енергія повертається в контактну мережу (на відміну від реостатного гальмування, під час якого вироблена електрична енергія гаситься на гальмівних резисторах, тобто перетворюється в тепло й розсіюється системою охолодження). Електродинамічне гальмування використовують для зменшення швидкості поїзда або утримання сталої швидкості на схилах, де застосування пневматичних гальм є недоцільним, хоча на практиці в країнах СНД та в Україні така практика не застосовується. Цей вид гальмування дає можливість значно заощадити електроенергію, оскільки вироблена електрична енергія повертається через контактну мережу й може бути використана іншими локомотивами на даній ділянці контактної мережі.
Електродинамічним гальмуванням з рекуперацією оснащуються головно електровози постійного струму, це пояснюється простотою перемикання ТЕД у режим генератора. На електровозах змінного струму електродинамічне гальмування існує лише без рекуперації в енергомережу, при цьому надлишок електроенергії розсіюється на гальмівних реостатах як тепло.

## Використання в автомобільному транспорті
В електромобілях використовується система електродинамічного гальмування з рекуперацією кінетичної енергії в акумуляторну батарею.
У системі електродинамічного гальмування з рекуперацією для уповільнення руху використовується електродвигун, включений у трансмісію автомобіля. Під час гальмування електродвигун починає працювати в генераторному режимі, внаслідок чого на валу двигуна створюється гальмівний момент. Накопичена електрична енергія використовується надалі для приведення електромобіля в рух з використанням електродвигуна.
Застосування системи електродинамічного гальмування з рекуперацією забезпечує максимальну віддачу від кожного заряду акумуляторної батареї та підвищує ефективність електромобіля. Ефективність системи електродинамічного гальмування з рекуперацією знижується за низьких швидкостей руху електромобіля, тому для повного зупинення автомобіля використовуються традиційні фрикційні гальма. Спільна робота обох систем гальмування здійснюється під керуванням електроніки. Окремий електронний блок керування реалізує функції:
- контролю швидкості обертання коліс;
- підтримання гальмівного моменту на рівні, необхідному для уповільнення автомобіля;
- перерозподілу гальмівного зусилля між системою електродинамічного гальмування та фрикційною гальмівною системою;
- підтримання крутного моменту на рівні, необхідному для заряджання акумуляторної батареї.

У цій гальмівній системі жорсткий зв'язок між педаллю гальма й гальмівними колодками відсутній. Рішення про інтенсивність і спосіб гальмування приймає система керування на підставі аналізу дій водія та характеру руху автомобіля. Система електродинамічного гальмування також взаємодіє з антиблокувальною системою гальм, системою розподілу гальмівних зусиль, системою курсової стійкості, підсилювачем екстреного гальмування тощо.